# Наголовный дисплей
Наголовный дисплей (англ. Head-mounted display), также распространены вариант шлем виртуальной реальности и очки виртуальной реальности — устройство, позволяющее частично погрузиться в мир виртуальной реальности, создающее зрительный и акустический эффект присутствия в заданном управляющим устройством (компьютером) пространстве. Представляет собой конструкцию, надеваемую на голову, снабженную видеоэкраном и акустической системой.
Наголовный дисплей создаёт объёмную картинку, демонстрируя два изображения — по одному для каждого глаза. Кроме того, он может содержать гироскопический или инфракрасный датчик положения головы.
В 2000-х — 2010-х гг. наголовные дисплеи виртуальной реальности значительно подешевели и ожидается, что в скором времени превратятся в такой же необходимый атрибут компьютерных игр, как джойстик или мышь.
Сейчас на рынке уже представлено несколько доступных моделей видеоочков по цене, не превышающей стоимость хорошего руля для гоночных компьютерных игр.
В основных недостатках бюджетных моделей — отсутствие встроенного трекера для отслеживания позиции головы, низкое разрешение видеоэкранов; некоторые дешёвые наголовные 2000-х годов всегда подают одинаковые изображения в оба глаза и не способны создавать иллюзию объёмности.

## Обзор
Типичные шлемы (очки) виртуальной реальности используют один или два дисплея с линзами и, иногда, зеркалами. В качестве дисплеев могут использоваться миниатюрные электронно-лучевые приборы, ЖК-дисплеи, LCos-проекторы, органические светодиоды. Иногда могут использоваться несколько микродисплеев для увеличения поля зрения. В некоторых системах (Google Cardboard, Samsung Gear VR) используется дисплей обычного смартфона.
Часто наголовные дисплеи делят на два класса по способности комбинировать искусственное изображение с реальным:
- большинство дисплеев может отображать лишь искусственное (виртуальное) изображение.
- некоторые дисплеи позволяют комбинировать реальное и виртуальное изображение, реализуя дополненную реальность или смешанную реальность. Комбинирование может происходить за счёт полупрозрачных зеркал (Optical See-Through) или с помощью видеокамер, снимающих реальность, и использования этого видеопотока при генерации изображения (Video See-Through).

## Применение
Наголовные дисплеи применяются военными и государственными службами, а также в гражданской и коммерческой области, например, в медицине, видеоиграх, спорте и тому подобное.

### Авиация и государственные службы
Дисплеи, монтируемые на шлем (Нашлемный дисплей), могут использоваться пилотами военных вертолётов и самолётов. В частности, они могут использоваться для отображения пространства в условиях низкой освещённости.
Военными, полицией и пожарными нашлемные дисплеи могут использоваться для изучения тактической информации или инфракрасных изображений.
DARPA продолжает финансирование исследований в области дополненной реальности (программе Persistent Close Air Support, PCAS).

### Инженерные, научные и медицинские применения
Дисплеи виртуальной реальности могут использоваться для стереоскопического отображения информации при работе с системами автоматизированного проектирования, при ремонте сложных систем. Применяются в хирургии для изучения томографических снимков (компьютерная томография, магнитно-резонансная томография).

### Видеоигры и развлечения
Недорогие наголовные дисплеи виртуальной реальности используются для трёхмерных видеоигр. Дешёвые видеоочки позволяют просматривать фильмы.
Среди ранних бытовых наголовных дисплеев был Forte VFX-1, представленный на CES в 1994 году. VFX-1 обладал стереоскопическим дисплеем, трёхосевой системой отслеживания положения головы и стереонаушниками.
Планируется создание дисплеев виртуальной реальности для игровых консолей восьмого поколения — Xbox One и Play Station 4. Наголовный дисплей для Xbox предположительно будет называться Fortaleza.
13 октября 2016 года компанией Sony Interactive Entertainment был представлен миру PlayStation VR первого поколения (рабочее название Project Morpheus).
В мае 2019 года увидел свет первый наголовный дисплей серии Oculus quest.
В октябре 2020 года была представлена вторая модель портативного наголовного дисплея (шлема виртуальной реальности) Oculus Quest 2

### Спорт
3 ноября 2011 года компания Recon Instruments выпустила MOD Live — первый в мире интерактивный дисплей для горнолыжных очков под управлением Android. На дисплей можно выводить скорость, высоту, дистанцию, время в прыжке, его длину и высоту, местоположение по GPS, температуру и многое другое.

### Обучение
Наголовный дисплей виртуальной реальности позволяет разместить стажёра в ситуации, которая слишком дорога или слишком опасна для повторения в реальной жизни. Обучение охватывает широкий спектр тренировок от вождения, прыжков с парашютом, сварки, полётов и тренировок солдат до подготовки медицинских процедур. Тем не менее ряд нежелательных симптомов был вызван длительным использованием определённых типов дисплеев на голове.

### Военное дело
Очки виртуальной реальности активно используются воюющими сторонами в конфликте на Украине при управлении FPV-дронами.